# ラキータ・ガース
ラキータ・ガース（Lakita Garth）は元ミス・ブラック・カリフォルニアUSAの歌手。カリフォルニア出身。祖父はバプテスト教会（南部バプテスト連盟）の牧師。熱心な純潔運動家としても知られ、37歳となった現在も米国各地で精力的にセミナーを行い、若者のカリスマ的存在となっている。